# 奥林达圣本笃修院
奥林达圣本笃修院（葡萄牙语：Basílica e Mosteiro de São Bento）  是一个重要的罗马天主教建筑群，巴洛克风格，位于巴西伯南布哥州奥林达，为该市历史中心世界遗产的一部分。

## 历史
圣本笃修院的历史可追溯到葡萄牙殖民巴西的早期。教堂始建于1660年，完成于1761年。
1998年，圣本笃修院教堂由若望保禄二世升格为次级宗座圣殿。

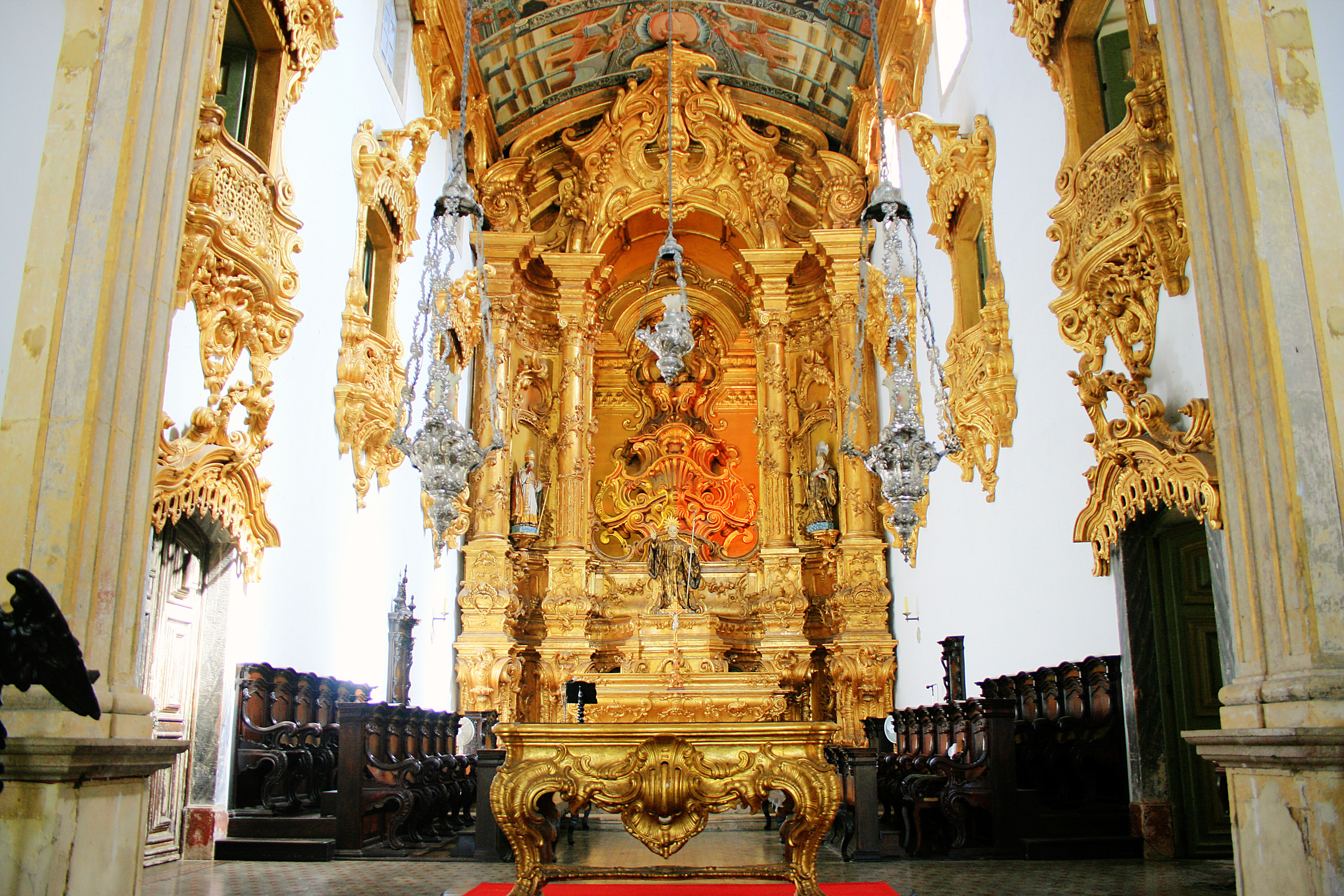